# 5-та лінія (Київ)
5-та лінія — вулиця в Оболонському районі міста Києва, селище Пуща-Водиця. Пролягає від вулиці Федора Максименка до Лісної вулиці.
Прилучаються вулиці Миколи Юнкерова та Квітки Цісик.

## Історія
Вулиця виникла наприкінці XIX — на початку XX століття під сучасною назвою. З 1900 року частиною вулиці пролягає лінія трамваю з Подолу в Пущу-Водицю.